# Nordstadt (Barmen)
Die Barmer Nordstadt ist ein in den Grenzen nicht genau definiertes Stadtviertel der ehemals selbstständigen Gemeinde Barmen, heute zu Wuppertal.
Das Gebiet umfasst unter anderem den Ortsteil Sedansberg, der sich ab 1975 im statistischen Wohnquartier Sedansberg im Stadtbezirk Barmen wiederfindet, also die Stadtgebiete nördlich des Zentrums Barmens.
Der Nordstädtische Bürgerverein, der heute noch als Nordstädter Bürgerverein Barmen e. V. existiert, wurde 1893 von engagierten Bürgern gründet. Der Vereinszweck bei der Gründung war der Erhalt der Waldflächen im Norden Barmens, was dann zu der Anlage des Nordparks führte. Nach der Städtefusion 1929 zur gemeinsamen Stadt Wuppertal verliert sich die Verwendung des Begriffs der Barmer „Nordstadt“, da auch Elberfeld einen Stadtteil namens Nordstadt hatte, der sich ab 1975 im statistischen Wohnquartier Nordstadt im Stadtbezirk Elberfeld wiederfindet.